# Sobraliinae
De Sobraliinae vormen een subtribus van de Sobralieae, een tribus van de orchideeënfamilie (Orchidaceae).
De naam is afgeleid van het geslacht Sobralia.
Sobraliinae omvatten zowel terrestrische als epifytische orchideeën.
De subtribus is momenteel monotypisch, dus bevat nog slechts één geslacht, Sobralia, met in totaal een 125 soorten orchideeën, voornamelijk uit Midden- en Zuid-Amerika.

## Taxonomie
Dressler plaatste deze subtribus nog bij de Epidendreae en nam ook het geslacht Elleanthus erin op. De meest recente DNA-onderzoeken uit 2007 laten nog steeds ruimte voor twijfel, maar houden het bij de opdeling zoals hier beschreven.
- Geslacht:
  - Sobralia